# PVC-1
PVC-1 è un film del 2007 diretto da Spiros Stathoulopoulos.
Film drammatico-thriller indipendente, basato su una vicenda realmente accaduta.

## Trama
Il film racconta in tempo reale un tentativo di estorsione e rapina da parte di alcuni rapinatori in una fattoria. I rapinatori, arrivati nella fattoria, trovano una povera famiglia di contadini che non ha soldi da consegnare, e i malviventi decidono quindi di legare attorno al collo della moglie del fattore (chiamata Ofelia) un collare esplosivo, per poi scappare dalla fattoria dopo aver fatto stendere a terra il resto della famiglia.

## Produzione
Il film è stato presentato al Festival di Cannes del 2007, ed è il debutto alla regia di Spiros Stathoulopoulos. Ha ottenuto popolarità e consensi soprattutto grazie alla modalità di ripresa: l'intero film infatti è un unico piano-sequenza lungo 85 minuti, senza alcuno stacco, per raccontare in tempo reale la storia.